# Raymond Chevreuille
Raymond Chevreuille (* 17. November 1901 in Watermaal-Bosvoorde (Brüssel); † 9. Mai 1976 in Montigny-le-Tilleul (bei Charleroi)) war ein belgischer Komponist.

## Leben
Raymond Chevreuille begann ein Studium der Harmonielehre bei Gabriel Minet und François Rasse am Brüsseler Konservatorium. Als Komponist war er ein Autodidakt, seine ersten Kompositionen stammen aus dem Jahr 1930. Ab 1936 war er als Tontechniker beim belgischen Rundfunk tätig. 1950 erhielt er für D’un diable de briquet nach Hans Christian Andersen op. 45 den Prix Italia. 1974 wurde er in die Académie royale des Sciences, des Lettres et des Beaux-Arts de Belgique aufgenommen.

## Werke (Auswahl)
Das Werk Chevreuilles umfasst etwa 100 Werke, darunter 8 Sinfonien, 2 Violinkonzerte, die Kammeroper Atta Troll (1952), Ballettmusiken, Chorwerke, Streichquartette und weitere Kammermusik.